# William Wauer

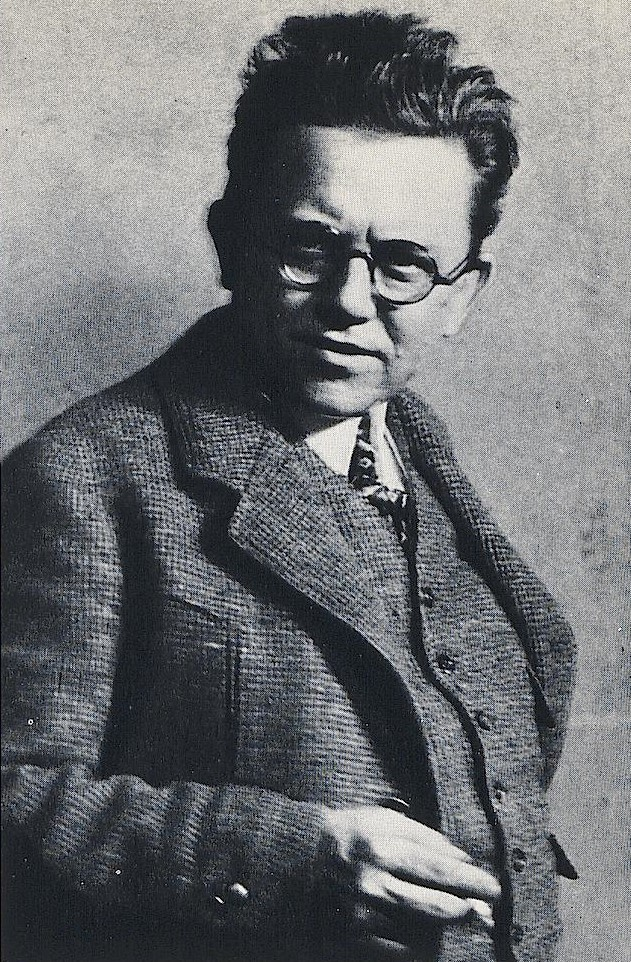
Wauer-Porträtfoto, 1919

William Ernst Hermann Wauer (* 26. Oktober 1866 in Oberwiesenthal; † 10. März 1962 in West-Berlin) war ein deutscher Bildhauer, Maler, Pädagoge und Filmregisseur.

## Leben

### Ausbildung
Der Sohn des evangelisch-lutherischen Diakons Johann Carl Ernst Wauer und seiner Frau Wilhelmine, geborene Knobloch, studierte nach dem Besuch der Gymnasien in Dresden und Halle von 1884 bis 1887 an den Kunstakademien in Dresden und Berlin, danach in München. Zwei Jahre lang bildete er sich in San Francisco und New York weiter, anschließend studierte er noch ein Semester Philosophie und Kunstgeschichte an der Universität in Leipzig.

### Beruflicher Werdegang

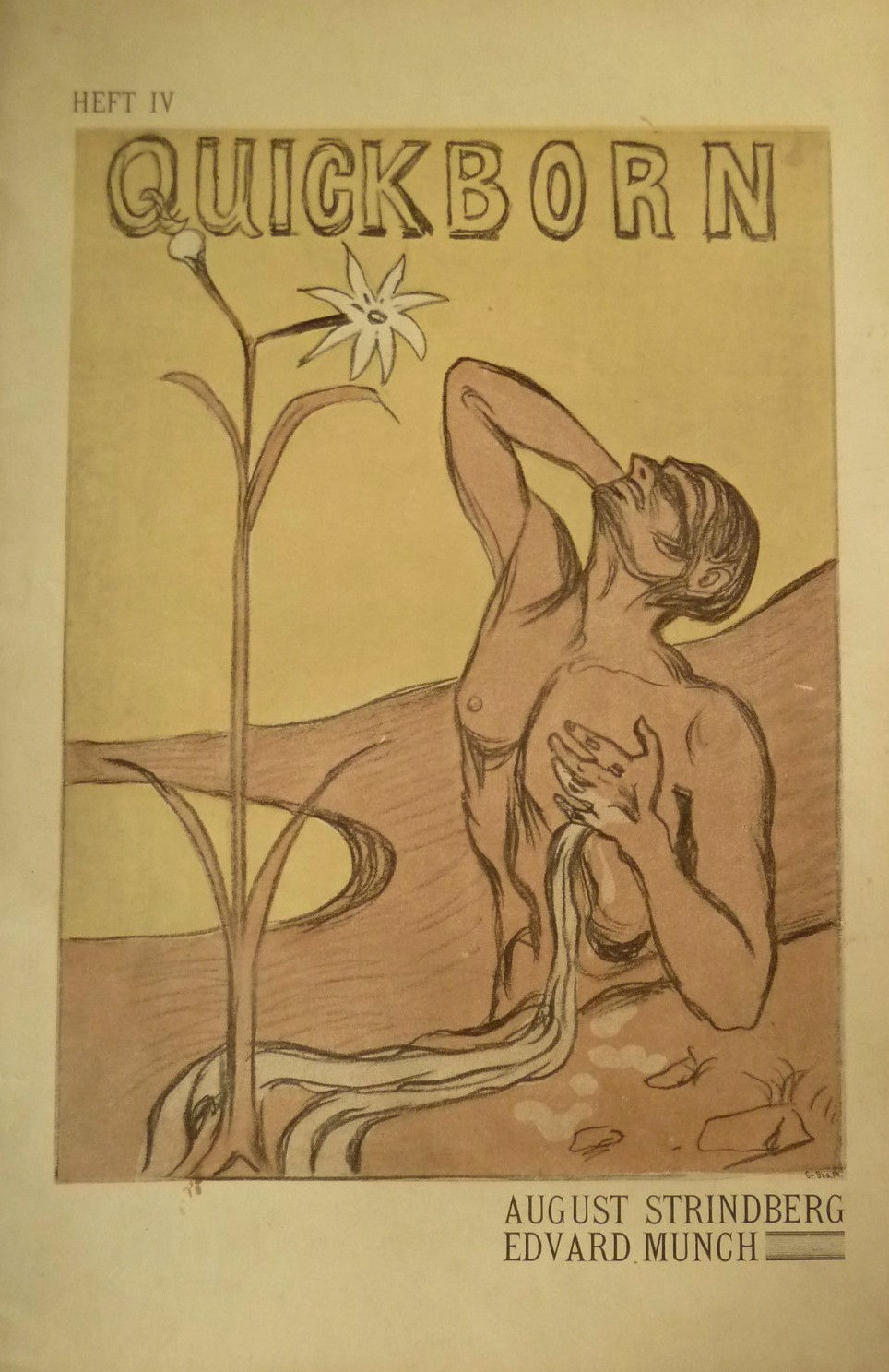
Umschlag von Quickborn, Heft 4 (1899), illustriert von Edvard Munch

Wauer arbeitete ab 1888 als Kunstkritiker der Zeitschrift XX. Jahrhundert und als Feuilletonredakteur einer Tageszeitung. 1891 übernahm er die Leitung des Leipziger Tagesanzeigers, die als Redaction und Expedition des Leipziger Tagesanzeigers (W. Wauer) firmierte. Von 1896 bis 1897 lebte Wauer in Rom, um 1900 gab er die Monatszeitschrift Quickborn heraus. Zeitweise war er für die Reklameabteilungen der Firmen Lingnerwerke (Dresden), Kupferberg, Kathreiner, Exterikultur und Stollwerck tätig, auch entwickelte er die Werbung für das Zahnpflegemittel Odol.
Zusammen mit Theodor Fritsch gründete er den Dresdner Tagesanzeiger und war Verleger der Kunstzeitschrift Dresdner Gesellschaft. Dort schrieb Wauer auch Theaterkritiken. 1905 absolvierte er die Regieklasse der Schauspielschule des Deutschen Theaters. Im September 1906 gründete er mit seinem Bruder Gerhard Wauer (1869–1945) die Künstlerisches Theater William & Gerhard Wauer OHG, die im Januar 1907 in die Künstlerisches Theater GmbH umgewandelt wurde. Er war dann Theaterregisseur am Deutschen Theater unter Max Reinhardt, am Hebbel-Theater und schließlich Direktor am Kleinen Theater Unter den Linden. 1911 inszenierte er hier mit großem Erfolg Herwarth Waldens Pantomime Die vier Toten der Fiametta. Er arbeitete zugleich als Redakteur mehrerer Kunstzeitschriften, so Der Sturm, dessen Künstlergruppe er 1912 beitrat, Die Schaubühne und Gesellschaft für Bühnenkunst.
Ab 1913 drehte Wauer einige Kinofilme. Er begann mit einer Biografie Richard Wagners mit Giuseppe Becce in der Titelrolle. 1915 setzte er Bernhard Kellermanns Science-Fiction-Roman Der Tunnel um. Am 1. Februar 1916 gründeten die Brüder Wauer die W.-W.-Filmgesellschaft Wauer & Co. (1916–1917), mit der sie sechs Spielfilme herstellten. Im Januar 1917 übernahm Wauer die technische Leitung der Flora-Film-Gesellschaft in der  Charlottenstraße in Berlin-Mitte, im Juni desselben Jahres wurde er Geschäftsführer der neu gegründeten Firma Kultur Film GmbH. 1916 bis 1920 fungierte er als Vorstandsmitglied des Berliner Filmclubs e. V. Im Jahr 1920 wohnte Wauer in der Paulsborner Straße 91 in Berlin-Wilmersdorf.

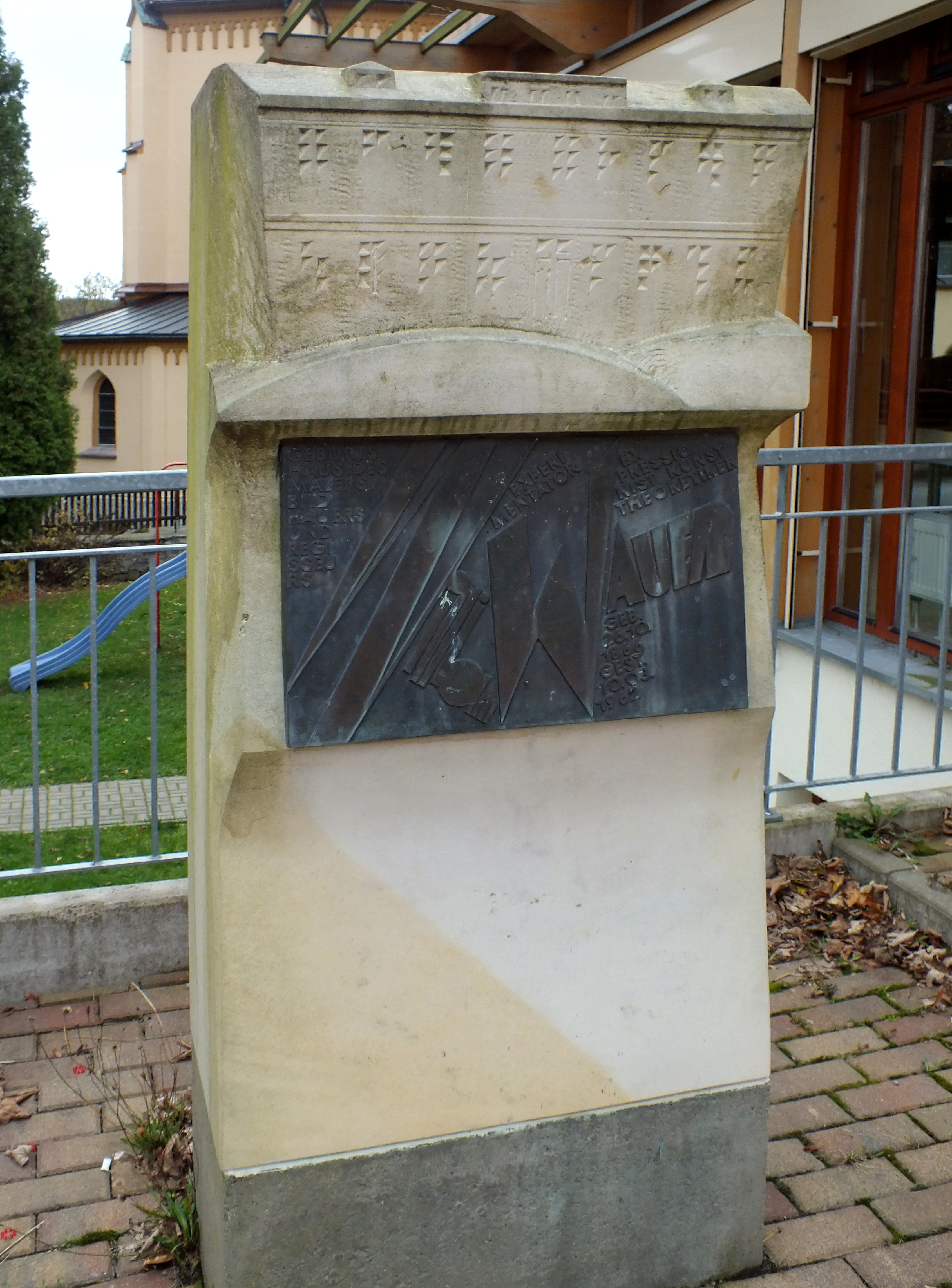
Gedenkstein vor dem Geburtshaus von Wauer in der Bahnhofstraße neben dem Pfarrhaus, Oberwiesenthal

1918 beteiligte er sich erstmals mit eigenen Skulpturen an der 61. Ausstellung der Galerie Der Sturm und im Sommer 1922 an der 65. Ausstellung. Dabei machte er sich einen Namen als Porträtist, unter anderem durch kubistische Büsten von Herwarth Walden (1917), dessen Frau Nell (1918) und Albert Bassermann (1918), später von Friedrich Ebert und Paul von Hindenburg (jeweils 1926).
Am 14. Oktober 1920 führte Wauer im Dresdner Albert-Theater eine Neufassung der Pantomime Die vier Toten von Fiametta mit seinen Bühnenbildern unter Verwendung seiner Skulpturen auf. In den 20er Jahren wirkte Wauer auch für das Bauhaus von Walter Gropius. 1922 erschien die dritte Bauhaus-Mappe mit seiner Lithografie Komposition mit ovalen Formen. 1924 gründete er die Internationale Vereinigung der Expressionisten, Kubisten, Futuristen und Konstruktivisten (später umbenannt in Die Abstrakten) und war bis zum Verbot 1933 deren Vorsitzender. Von 1928 bis 1933 arbeitete er für den Berliner Rundfunk, wo er zusammen mit seiner Frau Ursula Scherz die Sendungen Kinderbastelstunden  und Frauenstunden für künstlerische Handarbeiten leitete.

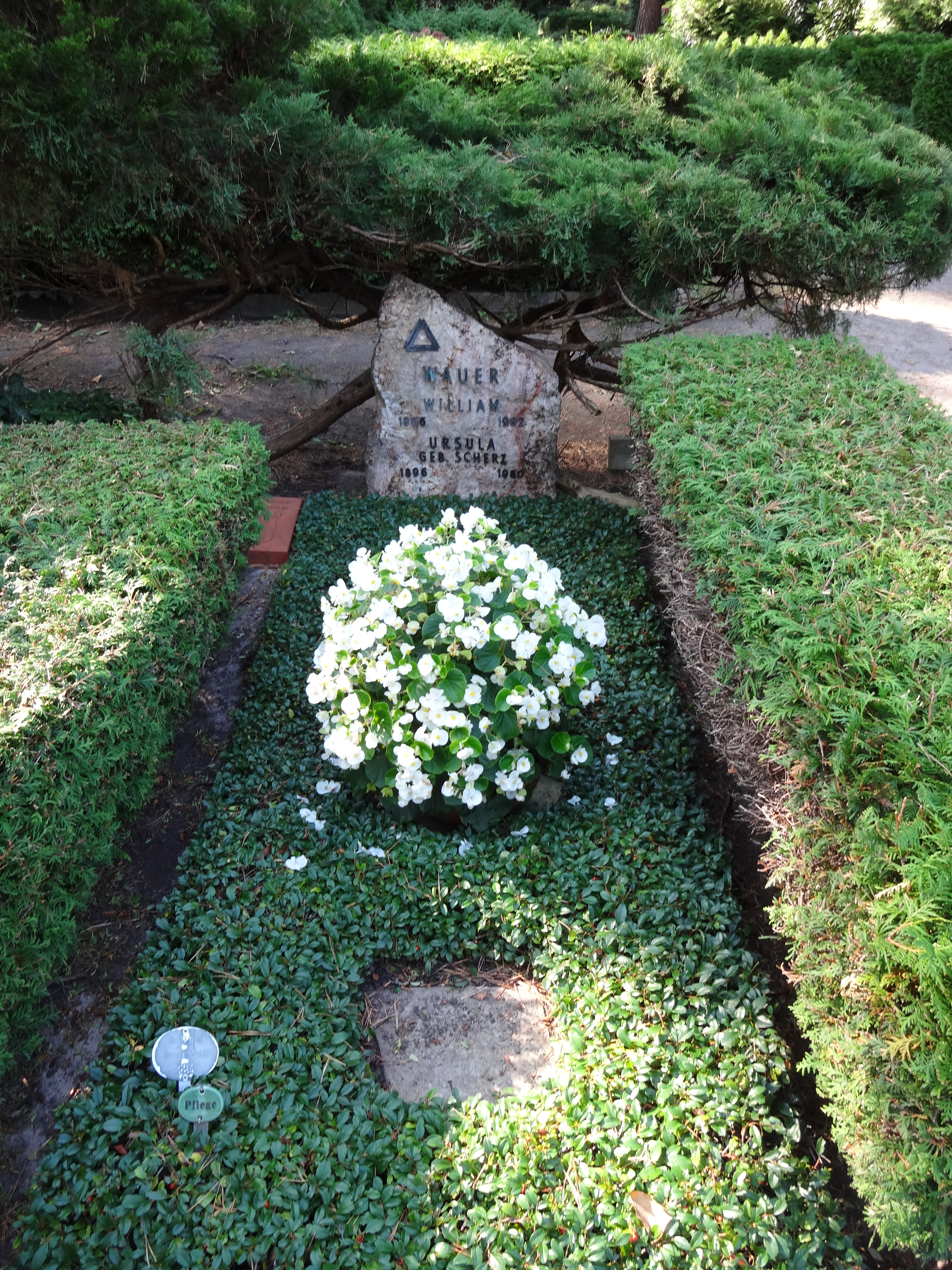
Grabstätte Wauers auf dem Waldfriedhof Dahlem

Die Machtergreifung der Nationalsozialisten 1933 beendete die vielfältigen Aktivitäten Wauers. Entgegen seinem Bemühen wurden seine Werke zur Entarteten Kunst gezählt und er war ab 1941 mit Arbeitsverbot belegt.
1937 wurde in der Aktion „Entartete Kunst“ seine Lithografie Komposition mit Ovalen (34,7 × 28,6 cm, 1921; Blatt 14 der 3. Mappe Neue europäische Graphik. Deutsche Künstler, Bauhaus Drucke, Weimar, 1921) aus dem Schlesischen Museum der Bildenden Künste Breslau, der Städtischen Kunstsammlung Chemnitz, dem Museum für Kunst und Heimatgeschichte Erfurt, dem Wallraf-Richartz-Museum Köln, dem Schlossmuseum Weimar und dem Nassauischen Landesmuseum Wiesbaden als Bestandteil der Mappe beschlagnahmt. Davon wurden fünf Exemplare vernichtet. Weitere gingen zur „Verwertung“ auf dem Kunstmarkt an die Kunsthändler Bernhard A. Böhmer und Hildebrand Gurlitt. Ihr Verbleib ist ungeklärt. Das Exemplar aus dem Erfurter Museum konnte nach 1945 sichergestellt werden und befindet sich im Angermuseum Erfurt. 1941 erteilte die Reichskulturkammer Wauer ein Arbeitsverbot. Erst nach 1945 konnte er seine künstlerische Tätigkeit fortsetzen und beteiligte sich wieder mit Skulpturen, Bildern und Grafiken an Ausstellungen. Er arbeitete als Dozent an der Volkshochschule in West-Berlin und war mehrere Jahre Vorstandsmitglied des Verbands der Volkshochschuldozenten. Ab 1957 war er Vorsitzender des Verbands Deutscher Kultureinheit, zudem wurde er Ehrenmitglied des Verbands der Berliner Kunst- und Antiquitätenhändler.
Der dreimal verheiratete Wauer war Vater eines Sohnes (Hans, * 1904, der sich später als Schriftsteller einen Namen machte). William Wauer wurde auf dem Waldfriedhof Dahlem (Grabnummer: 2-188) beigesetzt. Sein Grab ist als Ehrengrab der Stadt Berlin gewidmet.

### Kunsthaus Tempelhof
Nach Ende des Zweiten Weltkrieges gründete Wauer in Berlin-Tempelhof, Rumeyplan 39 das Kunsthaus Tempelhof. Wauer förderte vor allem Expressionisten und junge Künstler und stellte ihre Werke in seiner Galerie aus, darunter Otto Müller-Eibenstock, Sella Hasse, Herbert Behrens-Hangeler, Fritz Kuhr, Hans Brass.

## Filmografie (als Regisseur)
| - 1913: Richard Wagner (auch Drehbuch und Darsteller) - 1913: Bismarck - 1914: Silvesterfeier im Schützengraben (auch Drehbuch) - 1914: Der Sieger (auch Drehbuch) - 1915: Auf der Alm - 1915: Der geheimnisvolle Wanderer - 1915: Der Loder - 1915: So rächt sich die Sonne - 1915: Der Tunnel - 1916: Die Gräfin Heyers - 1916: Entehrt (auch Drehbuch und Produktion) - 1916: Im Bewußtsein der Schuld (auch Drehbuch) - 1916: Rosa kann alles - 1916: Peter Lump (auch Drehbuch und Produktion) - 1917: Die Prokurators Tochter (auch Drehbuch) | - 1917: Am Abgrund (auch Drehbuch und Produktion) - 1918: Lorenzo Burghardt - 1918: Menschen, die durchs Leben irren - 1918: Dr. Schotte - 1918: Die Brüder von Zaarden - 1918: Vater und Sohn - 1918: Frauen, die der Abgrund verschlingt - 1919: Die Gespenster von Garden Hall - 1919: Hungernde Millionäre - 1919: Die Tochter des Henkers - 1919: Carewicz - 1920: Masken - 1921: Die Nächte des Cornelis Brouwer - 1921: Schönheit des Lebens (Uroda zycia) |

## Veröffentlichungen
- Der Kunst eine Gasse! Kritische Beiträge zur Theaterreformen. Berlin[?] 1891; 2. Auflage: Seemann, Berlin 1906.
- Alter. Hg. und der Jugend gewidmet von... zum 1. April. G. Wauer, Berlin 1898.
- Die Kunst im Theater. Bemerkungen und Gedanken. Priber & Lamuers, Berlin 1909.
- Die künstlerische Grundlagen des Films. In: Erste Internationale Film-Zeitung, Nr. 21, 1915, S. 5–12.
- Der Streit um den Faustfilm. In: Der Film, Nr. 37, 1916, S. 32.
- Theater als Kunstwerk. Das Sturm-Buch. Sturm-Verlag, Berlin 1919.
- Das Wissen um Expressionismus. Führer durch die Ausstellung der Abstrakten. Berlin 1926.
- Hefte für Bastelkunst. Das rote Heft (Für Kinder von 6 bis 10 Jahren). Safari, Berlin 1931.
- Hefte für Bastelkunst. Das grüne Heft. (Für Kinder von 10 bis 14 Jahren). Safari, Berlin 1931.
- (mit Ursula Scherz): Hefte für Bastelkunst. Das gelbe Heft (Für Jugendliche und Erwachsene). Safari, Berlin 1931.

## Skulpturen und Bilder (Auswahl)
| - 1916: Der Schlittschuhläufer, polierte Bronze - 1917: Herwarth Walden - 1918: Universum, Tempera-Bild - 1918: Nell Walden, Bronze und Nachgüsse nach 1945 - 1918: Rudolf Blümner, Bronze - 1918/1919: Zwei Körper, Tuschezeichnung - 1919 Portraitkopf Rudolf Blümner, Bronze (gegossen bei W. Füssel in Berlin) - Die Ehebrecherin (ohne Jahr), Tuschpinselzeichnung - Eisbär - Diskuswerfer - 24 Bronzeskulpturen bei einer Auktion im Auktionshaus Christies, davon 8 in Fotos - Verzückung (Sitzende) (ohne Jahr), Bronze, mindestens 7 Abgüsse - Der Hirte, Bronze, mindestens sieben Abgüsse - Der Blitzreiter, versilberte Bronze | - 1920: Geometrische Komposition, Öl auf Hartfaser - 1920er: Hund und Katze, Bronze - Komposition mit ovalen Formen, Lithografie - 1921: Der Sturz, Bronze, (gegossen bei W. Füssel in Berlin mit Werksnummer) - 1922: Portraitstudie Lu; Ölbild - 1923: Der Tänzer, Bronze, 7 Abgüsse (gegossen bei W. Füssel, Berlin) - 1923: Bildnis Professor Wilhelm Paulsen, Öl auf Leinwand - 1924: Maskenball Narrenzug (ein kunterbuntes Ölgemälde) - vor 1928: Der Schlittschuhläufer - 1928: Boxer I (Rechtsausleger); Boxer II (Linksausleger), Bronzen, mindestens sieben Abgüsse (gegossen bei W. Füssel, Berlin) - 1928: Stehende, Bronze und Gips - 1930: Kopf, Öl auf Leinwand auf Karton - 1947: Porträt Karl Hofer, Öl auf Holz |

## Ausstellungen und Würdigung
- 1927, 1928 und 1929 Plastiken von Wauer wurden auf der Großen Berliner Kunstausstellung gezeigt, erhielten auch Auszeichnungen[27]
- 1980 fand im Skulpturenmuseum Glaskasten in Marl die Ausstellung William Wauer. Skulpturen und Gemälde statt.[19]
- 1991 zeigte die Galerie am Markt in Annaberg-Buchholz die Exhibition Wilhelm Wauer (1866-1962). Malerei und Plastik[19]
- 1991 In Oberwiesenthal, Wauers Geburtsort, erhielt eine Gasse neben dem Stadtmuseum den Namen William-Wauer-Weg.
- 1991 Vor seinem Geburtshaus in der Bahnhofstraße ließ die Stadtverwaltung ein künstlerisch gestaltetes Denkmal aufstellen. Dieses zeigt nicht die Person Wauer, sondern nennt seine Tätigkeitsfelder und Lebensdaten.
- 2011: William Wauer und der Berliner Kubismus, Georg Kolbe Museum, Berlin, danach Edwin Scharff Museum, Neu-Ulm
- Seit 2014 werden verschiedene Werke, vor allem Gemälde und Skulpturen, in der Dauerausstellung des Wiesenthaler K3, dem Museum der Stadt Kurort Oberwiesenthal gezeigt.[32][33] Die Kuratoren haben insbesondere seine künstlerische Vielseitigkeit herausgearbeitet. Auch pädagogisches Neuland hat Wauer beschritten, denn er arbeitete erstmals mit behinderten Kindern.
- 2016 Kubismus, Kante, Kunst - Sonderausstellung zum 150. Geburtstag Wauers im Wiesenthaler K3[34]
- 2019: Einzelausstellung mit Bronzeskulpturen, Malerei, Zeichnungen und Grafiken des expressionistisch-kubistischen Künstlers William Wauer in einer privaten Kunstgalerie in Berlin[35]